# 韓国の同一駅名・同一地方自治体で所在地が異なる駅の一覧
韓国の同一駅名・同一地方自治体で所在地が異なる駅の一覧（かんこくのどういつえきめい・どういつちほうじちたいでしょざいちがことなるえきのいちらん）は、韓国の同一駅名の駅で同一自治体にありながら所在地が異なり、ウィキペディア日本語版で別記事になっている駅の一覧である。
駅の位置が離れているため、一部を除いて乗り換えの対象とはならない。以下全項目で開業が古い方を左側に記す。各駅の記事を参照するには、以下のリストから事業者名または事業者通称名を選択されたい。

## ソウル特別市
- 新村駅 - 韓国鉄道公社とソウル交通公社

## 釜山広域市
- 伽倻駅 - 韓国鉄道公社と釜山交通公社
- 沙上駅 - 韓国鉄道公社と釜山交通公社・釜山-金海軽電鉄
- 東萊駅 - 韓国鉄道公社と釜山交通公社
- 華明駅 - 韓国鉄道公社と釜山交通公社
- 釜山鎮駅 - 韓国鉄道公社と釜山交通公社
- 釜田駅 - 韓国鉄道公社と釜山交通公社
- 凡一駅 - 韓国鉄道公社と釜山交通公社